# 劉祗 (東海王)
劉祗（2世紀—200年），為中國東汉時期的一位藩王，封于東海國，諡號東海懿王，於永寿二年（156年）—建安五年（200年）在位，共45年。（《後漢書》本傳誤作即位時間157年—200年，在位44年。）其父是东海孝王刘臻。
初平四年（193年），汉献帝刘协封劉祗的儿子劉琬为汶阳侯，拜为平原相。
建安五年（200年）十月，劉祗薨，其子劉羨嗣东海王位。
| 前任： 劉臻 | 東汉東海王 156年－200年在位 | 繼任： 劉羨 |